# Мароко
Мароко (арап. المغرب [al-Maġrib — ал-Магриб], берб. Murakuc, ⵎⵓⵔⴰⴾⵓⵛ), званично Краљевина Мароко (арап.  [], берб. Tageldit en Murakuc, ⵝⴰⴳⴻⵍⴷⵉⵝ ⴻⵏ ⵎⵓⵔⴰⴾⵓⵛ), је земља на северозападу Африке. На западу излази на Атлантски океан, а на северу на Средоземно море. Граничи се са Алжиром на истоку и Мауританијом на југу. Мароко је под своју контролу ставио Западну Сахару, чији највећи део територије држи још од 1975. године.
Насељену од палеолитске ере пре више од 90.000 година, прву мароканску државу је основао Идрис I 788. Њом је касније владао низ независних династија, достигавши врхунац као регионална сила у 11. и 12. веку, под Алморавидима и династије Алмохада, када је контролисала већи део Пиринејског полуострва и Магреба. У 15. и 16. веку, Мароко се суочио са спољним претњама свом суверенитету, са Португалијом која је заузела неку територију, а Османско царство је ушло са истока. Династије Мариниди и Садити иначе су се одупирали страној доминацији, а Мароко је био једина северноафричка нација која је избегла османску власт. Династија Алауита, која до данас влада земљом, преузела је власт 1631. године и током наредна два века проширила дипломатске и комерцијалне односе са западним светом. Стратешка локација Марока у близини ушћа у Медитеран привукла је обновљено интересовање Европе; 1912. Француска и Шпанија су поделиле земљу на одговарајуће протекторате, резервишући међународну зону у Тангеру. Након повремених нереда и побуна против колонијалне власти, Мароко је 1956. поново стекао независност и поново се ујединио.
Од стицања независности, Мароко је остао релативно стабилан. Има пету највећу економију у Африци и има значајан утицај и у Африци и у арапском свету; сматра се средњом силом у глобалним пословима и има чланство у Арапској лиги, Унији за Медитеран и Афричкој унији. Мароко је унитарна полууставна монархија са изабраним парламентом. Извршну власт предводе краљ Марока и премијер, док законодавну власт имају два дома парламента: Представнички дом и Дом саветника. Судску власт има Уставни суд, који може да преиспитује валидност закона, избора и референдума. Краљ има огромна извршна и законодавна овлашћења, посебно над војном, спољном политиком и верским пословима; може издавати указе зване дахири, који имају снагу закона, а може и распустити парламент након консултација са премијером и председником уставног суда.
Мароко полаже право на власништво над несамоуправном територијом Западне Сахаре, коју је означио својим јужним провинцијама. Године 1975, након што је Шпанија пристала да деколонизује територију и уступи своју контролу Мароку и Мауританији, избио је герилски рат између тих сила и неких од локалних становника. Године 1979. Мауританија се одрекла права на ту област, али је рат наставио да бесни. Године 1991. постигнут је споразум о прекиду ватре, али је питање суверенитета остало нерешено. Данас Мароко заузима две трећине територије, а напори да се спор реши до сада нису успели да прекину политички ћорсокак.

## Етимологија имена
Пуно арапско име al-mamlakâ l-maġribīyâ (المملكة المغربية) најбоље се може превести као „Краљевство Запада“, иако је „Запад“ на арапском језику الغرب al-Gharb. Име се такође може превести као „краљевство вечери”. Средњовјековни арапски историчари и географи понекад су Мароко називали al-Maghrib al-Aqṣá (المغرب الأقصى - што значи 'најудаљенији запад') како би га разликовали од суседних регија које су се тада звале al-Maghrib al-Awsaṭ (المغرب الأوسط - што значи 'блиски запад') и al-Maghrib al-Adná (المغرب الأدنى, што значи - 'најближи запад').
Реч Мароко изведена је из имена града Маракеш, који је био његова престолница под династијом Алморавида и Алмохадским калифатом. Порекло имена Маракеш оспорава се, али најверојатније долази од берберских речи amur (n) akush (ⴰⵎⵓⵔ ⵏ ⴰⴽⵓⵛ), што значи „Божја земља“. Модерно берберско име за Маракеш је Mṛṛakc (на берберском латиничном писму). На турском језику Мароко је познат као Fas, име изведено из његове древне престолнице Фес. Међутим, у другим деловима исламског света, на пример у египатској и блискоисточној арапској литератури пре средине 20. века, назив који се често користио за означавање Марока био је Маракеш (مراكش).
То се име и данас користи за нацију на неким језицима, укључујући персијски, урду и панџапски. Енглески назив Morocco представља англицизацију шпанског назива државе, Marruecos. То шпанско име било је и основа за стару тосканску реч за земљу, Morrocco, одакле је изведена модерна италијанска реч за земљу, Marocco.

## Географија

### Положај
Мароко има обалу Атлантског океана која сеже поред Гибралтарског мореуза у Средоземно море. Граничи се са Шпанијом на северу (водна граница кроз мореуз и копнена граница са три мале ексклаве под контролом Шпаније, Сеута, Мелиља и Пењон де Велез де ла Гомера), Алжиром на истоку и Западном Сахаром на југу. Пошто Мароко контролише већи део Западне Сахаре, његова де факто јужна граница је са Мауританијом. Међународно признате границе земље леже између географских ширина 27° и 36° N и географске дужине 1° и 14°. Додајући Западну Сахару, Мароко се углавном налази између 21° и 36° N и 1° и 17° З (полуострво Рас Нуадибу је мало јужно од 21° и западно од 17°).
Географија Марока се протеже од Атлантског океана, преко планинских подручја, до пустиње Сахаре. Мароко је северноафричка држава, граничи се са северним Атлантским океаном и Средоземним морем, између Алжира и анексиране Западне Сахаре. То је једна од само три нације (заједно са Шпанијом и Француском) које имају обалу Атлантика и Медитерана.
Велики део Марока је планински. Планине Атлас налазе се углавном у центру и на југу земље. Планине Риф се налазе на северу земље. Оба подручја углавном насељава Берберски народ. Са 446.550 km², Мароко је, без Западне Сахаре, педесет седма по величини земља на свету. Алжир се граничи са Мароком на истоку и југоистоку, иако је граница између две земље затворена од 1994. године.
Шпанска територија у северозападној Африци поред Марока обухвата пет енклава на обали Средоземног мора: Сеута, Мелиља, Пењон де Велез де ла Гомера, Пењон де Алусемас, острва Чафаринас и спорно острво Перехиљ. Уз обалу Атлантика Канарска острва припадају Шпанији, док је Мадеира на северу португалска. На северу, Мароко се граничи са Гибралтарским мореузом, где међународни транспорт има несметан транзитни пролаз између Атлантика и Медитерана.
Планине Риф се простиру преко региона који се граничи са Медитераном од северозапада до североистока. Атлас планине се простиру низ кичму земље, од североистока ка југозападу. Већина југоисточног дела земље налази се у пустињи Сахара и као таква је углавном слабо насељена и економски непродуктивна. Већина становништва живи северно од ових планина, док на југу лежи Западна Сахара, бивша шпанска колонија коју је Мароко припојио 1975. (види Зелени марш). Мароко тврди да је Западна Сахара део његове територије и то назива својим јужним провинцијама.
Главни град Марока је Рабат; његов највећи град је главна лука Казабланка. Остали градови са преко 500.000 становника на мароканском попису из 2014. су Фес, Маракеш, Мекнес, Сале и Тангер.
Мароко је у ИСО 3166-1 алфа-2 стандарду географског кодирања представљен симболом МА. Овај код је коришћен као основа за интернет домен Марока, .ma.

### Клима
Клима је пустињска на југу, у подручју пустиње Сахара, а средоземна на северу и умерена на планинама. Количина падавина варира од 200 −1 do 5050mm−1. Реке: Сус, Тенсфит, Себу.
Клима Марока показује на северозападу утицаје медитеранске и сахарско-континенталне на југу и југоистоку. Висови Атласа, који имају властиту климу, утичу на клматску слику. Северозападни део земље има сува и топла лета са средњом августовском температуром од 23 °C (26 °C Казабланка и 29 °C Тангер). Зиме су благе (јануар 12 °C) и кишне, где се количина падавина идући према југу смањује. У унутрашњости опада благи утицај мора, тако да у централним деловима влада континентална клима, са летњим температурама од 29 °C до 45 °C, а зими се спуштају до 0 °C. Падавине су испод 250&nbsp;mm. Zapadni planinski obronci prime i više od 1.000 mm годишње, а изнад 1.000 m надморске висине у зимским месецима пада и снег. Јужно од Атласа, на рубовима Сахаре влада сува и топла клима. Падавине су неравномерне и ретко достигну 200 mm годишње, па се земљорадња задржава у подручју оаза. Током летњих месеци дува широко, топли ветар пун пустињског песка из Сахаре.

### Биодиверзитет
Мароко има широк спектар биодиверзитета. То је део средоземног басена, области са изузетном концентрацијом ендемских врста које пролазе кроз брзе стопе губитка станишта, и стога се сматра жариштем за приоритет очувања. Авифауна су посебно варијанте. Авифауна Марока обухвата укупно 454 врсте, од којих су пет унели људи, а 156 се ретко или случајно виђају.
Берберски лав, који је у дивљини прогоњен до изумирања, био је подврста пореклом из Марока и национални је амблем. Последњи берберски лав у дивљини устрељен је у планинама Атлас 1922. године. Друга два примарна предатора северне Африке, атласки медвед и берберски леопард, сада су изумрли, односно критично су угрожени. Реликтне популације западноафричких крокодила опстајале су у реци Дра све до 20. века.
Берберски макаки, примат ендем Марока и Алжира, такође је суочен са изумирањем због престанка трговине, урбанизације, ширења дрвета и некретнина које умањују пошумљено подручје – станиште макакија.
Трговина животињама и биљкама за храну, кућне љубимце, медицинске сврхе, сувенире и фото реквизите је уобичајена широм Марока, упркос законима који велики део тога чине незаконитим. Ова трговина је нерегулисана и узрокује непознато смањење дивљих популација аутохтоних мароканских дивљих животиња. Због близине северног Марока Европи, врсте као што су кактуси, корњаче, коже сисара и високо вредне птице (соколови и дропље) се узимају у разним деловима земље и извозе у значајним количинама, са посебно великим количинама јегуље – 60 тона извезено на Далеки исток у периоду 2009‒2011.
Мароко је дом за шест копнених екорегија: медитеранске четинарске и мешовите шуме, медитеранску високоатласку степу клеке, медитеранске багремско-арганије суве шуме и сукулентне шикаре, медитеранске суве шуме и степе, медитеранске шуме и шуме и 7 сахарске шуме. Имао је средњу оцену индекса интегритета шумског пејзажа из 2019. од 6,74/10, што га је рангирало на 66. место у свету од 172 земље.

## Историја

### Праисторија и антика
Подручје данашњег Марока било је насељено најмање од палеолита, почевши негде између 190.000 и 90.000 година пре нове ере. Недавна публикација сугерише да постоје докази за још раније људско становање у овој области: фосили Хомо сапиенса који су откривени касних 2000-их у близини атлантске обале у Џебел Ирхуду недавно су датирани на отприлике 315.000 година. Током горњег палеолита, Магреб је био плоднији него данас, подсећајући на савану, за разлику од свог модерног сушног пејзажа. Пре двадесет две хиљаде година, већ постојећу атеријанску културу наследила је иберомуруска култура, која је делила сличности са иберијским културама. Предложене су скелетне сличности између људских остатака пронађених на иберомуруским гробницама „Мешта-Афалоу“ и остатака европских кромањонаца. Иберомаурусску културу наследила је култура Беакер у Мароку.
Студије митохондријалне ДНК откриле су блиску везу предака између Бербера и Саамија из Скандинавије. Ови докази подржавају теорију да су неки од народа који су живели у франко-кантабријском уточишту у југозападној Европи током касног глацијалног периода мигрирали у северну Европу, доприносећи њеној поновној популацији након последњег леденог доба.
У раном делу периода класичне антике, Феничани су полако увлачили северозападну Африку и Мароко у шири медитерански свет у настајању, који су тамо основали трговачке колоније и насеља, од којих су најзначајнија била Чела, Ликс и Могадор. Могадор је основан као феничанска колонија још у 6. веку пре нове ере.
Мароко је касније постао царство северозападне афричке цивилизације древне Картагине и део Картагињанског царства. Најранија позната независна мароканска држава била је Берберско краљевство Мауретанија, под краљем Багом. Ово древно краљевство (не треба га мешати са модерном државом Мауританије) цветало је око 225. године пре нове ере или раније.
Мауретанија је постала клијентско краљевство Римског царства 33. п. н. е. Цар Клаудије је директно анектирао Мауретанију 44. године нове ере, чиме је постала римска провинција којом је владао царски гувернер.
Током такозване „кризе 3. века“, делове Мауретаније су поново освојила берберска племена. Као резултат тога, до касног 3. века, директна римска власт постала је ограничена на неколико приморских градова, као што су Септум у Мавретанији Тингитана и Цезарејска Мавретанија. Када су 429. године ово подручје опустошили Вандали, Римско царство је изгубило своје преостале поседе у Мавретанији, а локални мауро-римски краљеви су преузели контролу над њима. 530-их година, Источно римско царство, под контролом Византије, поново је успоставило директну царску власт Септума и Тингија, утврдило Тинги и подигло цркву.

### Исламско доба
Први забележени становници подручја данашњег Марока били су Бербери. Крајем 7. века с истока су стигли арапски освајачи и донели ислам. У 11. веку подручје је постало део државе Алморавида, а у 12. веку Алмохада. У 16. веку Мароканци су се успели одупрети покушајима европске колонизације и отоманским освајачима који су заузели суседни Алжир и на тај начин створили засебни идентитет. Године 1666. локални владар са североистока Ар-Рашид заузео је Фес, а нешто касније и већину мароканске унутрашњости, утемељивши тако династију Алави која влада Мароком до данас.
Године 1830. Французи су освојили суседни Алжир, али је Мароко остао независан све до почетка 20. века када је Велика Британија попустила пред захтевима Француске и отворила јој пут према већем утицају у земљи. Француским претензијама у Мароку противила се Немачка, па је дипломатска криза у два наврата, 1906. и 1911. замало прерасла у оружани сукоб великих сила. Године 1912. Мароко је постао француски протекторат под формалном управом султана, али са стварном моћи у рукама француског главног резидента. Северни део земље доспео је под управу Шпаније са средиштем у Тетуану, а Тангер је постао међународни град.
За време француске власти административни центар Марока премештено је из унутрашњости на обалу. Лука Казабланка је израсла у милионски град, индустријски и финансијски центар са значајном заједницом Европљана, а Рабат постао нова престоница. Након Другог светског рата све су израженије биле тежње Мароканаца за самосталношћу, отелотворене у личности султана Мухамеда V. Француска је покушала да заустави осамостаљење, али је у другој половини 50-их година 20. века морала да попусти и Мароко је 1956. постао независна монархија, а годину дана касније султан Мухамед се прогласио краљем.
Мароканску независност обележила је дуга (1961—1999) владавина краља Хасана II, који је комбинацијом ауторитарне и умерено реформистичке политике успео да одржи јединство и политичку стабилност земље. Мароко је за разлику од многих арапских земаља остао чврсто на страни Запада у Хладном рату. Године 1976. Хасан је у савезништву с Мауританијом заузео суседну Западну Сахару, бившу шпанску колонију с вредним налазиштима фосфата, отпочевши тиме сукоб са западносахарским герилским покретом Полисарио, ког је подржавао суседни Алжир.
Током 90-их година 20. века у Мароку је започео процес поступне демократизације. Хасана је наследио син Мухамед VI, који је убрзао политичке и друштвене реформе.

## Становништво
Према подацима из 2021. године, Мароко је имао популацију од око 37.076.584 становника. Процењује се да између 44% и 67% становника чине Арапи, а између 31% и 41% су Бербери. Значајан део становништва идентификован је као припадници народа Харатина и Гнава, западноафричких или мешовитих потомака робова, и Морискоси, европски муслимани протерани из Шпаније и Португала током 17. века.
Према попису становништва из 2014. године, у земљи је било око 84.000 имиграната. Од ових становника рођених у иностранству, већина је била француског порекла, а следе појединци углавном из различитих нација у Западној Африци и Алжиру. Постоји и известан број страних становника шпанског порекла. Неки од њих су потомци колонијалних досељеника, који првенствено раде за европске мултинационалне компаније, док су други у браку са Мароканкама или су пензионери. Пре стицања независности, Мароко је био дом за пола милиона Европљана, који су већином били хришћани. Такође, пре стицања независности, Мароко је био дом за 250.000 Шпанаца. Некада истакнута јеврејска мањина бројала је 265.000 људи 1948, године, а процењује се да је данас чине тек око 2.500 Јевреја..
Мароко има велику дијаспору, од које се већина налази у Француској, која, према неким проценама броји преко милион Мароканаца до треће генерације. Такође, постоје велике мароканске заједнице у Шпанији (око 700.000 Мароканаца), Холандији (око 360.000) и Белгији (300.000). Друге велике заједнице могу се наћи у Италији, Канади, Сједињеним Америчким Државама и Израелу, где се сматра да марокански Јевреји чине другу по величини јеврејску етничку подгрупу.

### Религија
Према подацима аналитичког центра Pew Research из 2010. године, 99% становништва Марока били су муслиманске вероисповести, док су све остале религије имале мање од 1% становништва. Практично сви су били сунитски муслимани, при чему су шиитски муслиманили чинили мање од 0,1%. Упркос томе што је већина Мароканаца била повезана са исламом, истраживање из 2018. године које је спровела истраживачка агенција Arab Barometer за потребе Би-Би-Сија, показало је да око 15% њих себе сматрало нерелигијским особама. Друго истраживање ове агенције из 2021. године, показало је да се 67,8% Мароканаца изјаснило као религиозно, 29,1% као донекле религиозно, а 3,1% као нерелигиозно.. Анкета коју је спровео Gallup International 2015, показала је да 93% Мароканаца себе сматра религиозним.
Пре независности, Мароко је био дом за више од 500.000 хришћана углавном шпанског и француског порекла. Многи хришћани отишли су у Шпанију или Француску након стицања независности 1956. године. Претежно католичка и протестантска хришћанска заједница са страним пребивалиштем има око 40.000 верника. Већина страних хришћана живи у урбаним подручјима Казабланке, Тангера и Рабата. Различити локални хришћански лидери процењују да је између 2005. и 2010. било 5.000 преобраћених хришћана, углавном етнички Бербера, који редовно посећују „кућне цркве“ и живе претежно на југу. Неки локални хришћански лидери процењују да је број хришћанских верника око 8.000, али да се многи не састају због страха од надзора владе или друштвеног прогона. Према неким проценама, број оних који су из других религија прешли у хришћанску, износи од 8.000 до 50.000.
Главни језици становништва су арапски, односно његово наречје који се значајно разликује од стандардног језика, те наречја берберског којима се говори углавном у планинским подручјима. Становништво Марока је мешавина многих скупина, од староседелаца Бербера, преко досељеника из северне и подсахарске Африке, до избеглица с Иберијског полуострва након реконкисте.
Мароко је по броју становника четврта арапска земља, иза Египта, Судана и Алжира.

## Политика
Мароко је монархија у којој постоји парламент и независно судство. На челу државе је краљ. Он председава Саветом министара, именује премијера на основу резултата избора, именује све министре у влади на предлог премијера и има право да распусти скупштину, распише нове изборе и смени министре. Краљ је врховни командант војске и религијски лидер.
По Уставу из 1992. године, који је 1996. године измењен, Мароко је конститутивна монархија, на челу са краљем Мухамедом VI, који припада династији Алида. Краљ је уједно и духовни вођа мароканског народа, као и врховни заповедник оружаних снага. Краљ проглашава председника владе, ког предлаже најјача политичка партија у парламенту, као и поједине министре и чланове владе. Краљ има право распуштања парламента и право проглашавања ванредног стања. У поређењу са монархијама европског типа, краљ има већа овлаштења, мада у пракси та овлаштења извршава председник владе. Председник владе од септембра 2007. године је Абас ал-Фаси, потомак богате породице из града Фес, те председник партије Истиqлал. Влада је изабрана у коалицији партија Истиклал, , PPS, RNI, и MP.

### Скупштина и сенат
По Уставној реформи из 1996. године Мароко има скупштински систем који се састоји од два дома: Националне скупштине и Сената. Скупштина се састоји од 325 представника који се сваких пет година директно бирају, а од тога је 30 мста предвиђено за жене. Неповјерење предсједнику владе је могуће изгласати са двотрећинском већином. Право гласа имају сви држављани Марока старији од 20 година. Сенат се састоји од 270 представника, који се бирају индиректно сваких девет година. Закон предложени од скупштине, морају се потврдити одлуком краља, који може законе предложити на усвајање изјашњавањем народа, референдумом или неким другим обликом изјашњавања.
Задњи скупштински избори 7. септембра 2007. године, показали су се као релативно слободни, али због ниског учешћа од само 37% од уписаних гласача, те укупно 19 % неважећих гласова сматрају се прилично неуспелим. Најјача партија постала је Истиклал, PJD, MP, RNI и . Исламски оријентисана партија PJD, је дуга најјача партија у скупштини и најјача опозициона партија у држави.